# Тома дель пасторе

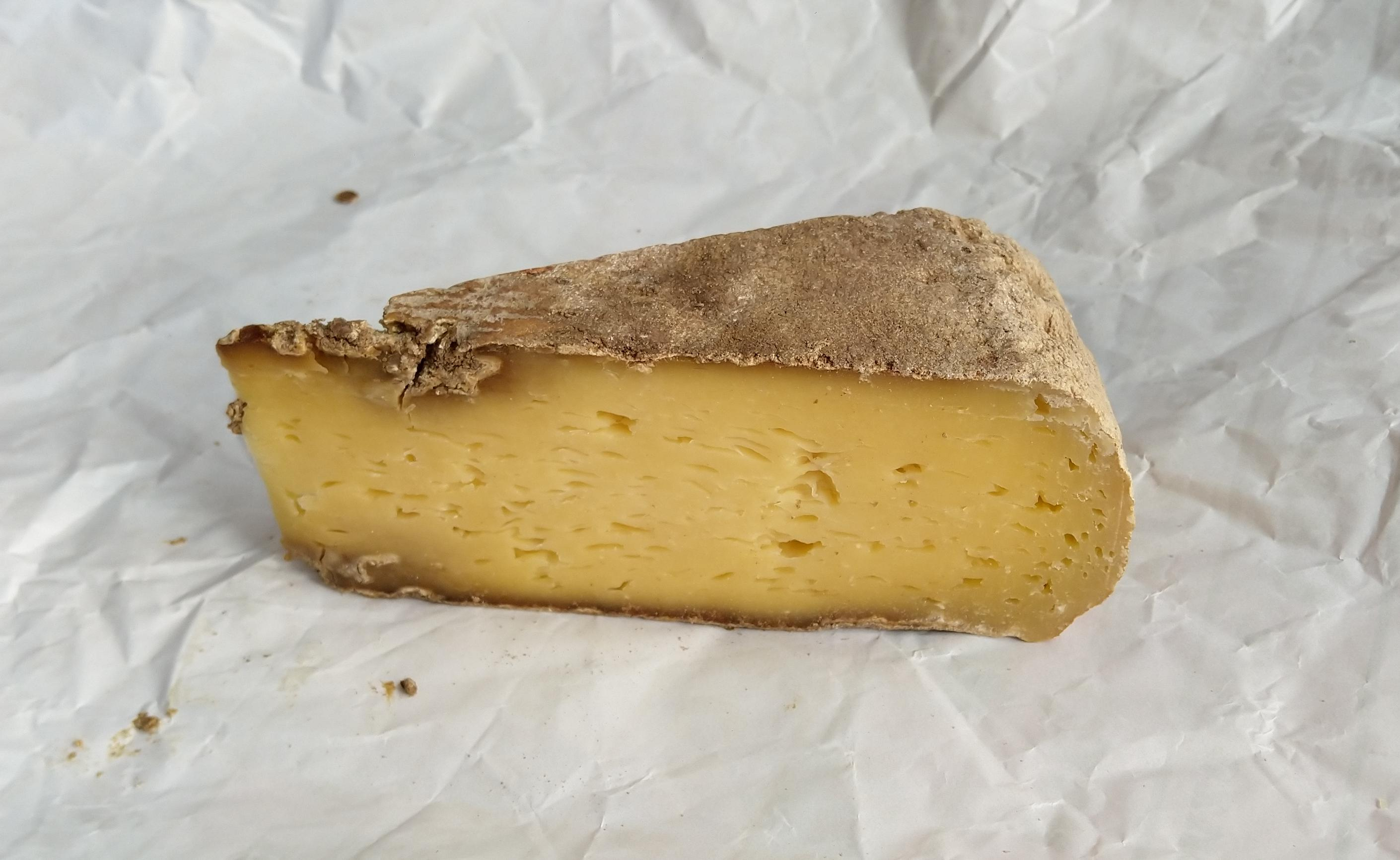
Тома дель пасторе

Тома дель пасторе (італ. Toma del pastore) — італійський напівтвердий сир з коров'ячого молока, виробляється у регіоні П'ємонт. 

## Характеристика сиру
Скоринка товста, груба, не їстівна, вкрита тріщинами та пліснявою. Сирна маса солом'яно-жовтого кольору з численними отворами середнього розміру. Сир має своєрідний виражений смак та стійкий післясмак. Сир витримується біля 180 діб. 

## Вживання
Сир вживають як самостійну страву.